# Nuno José Severo de Mendoça Rolim de Moura Barreto

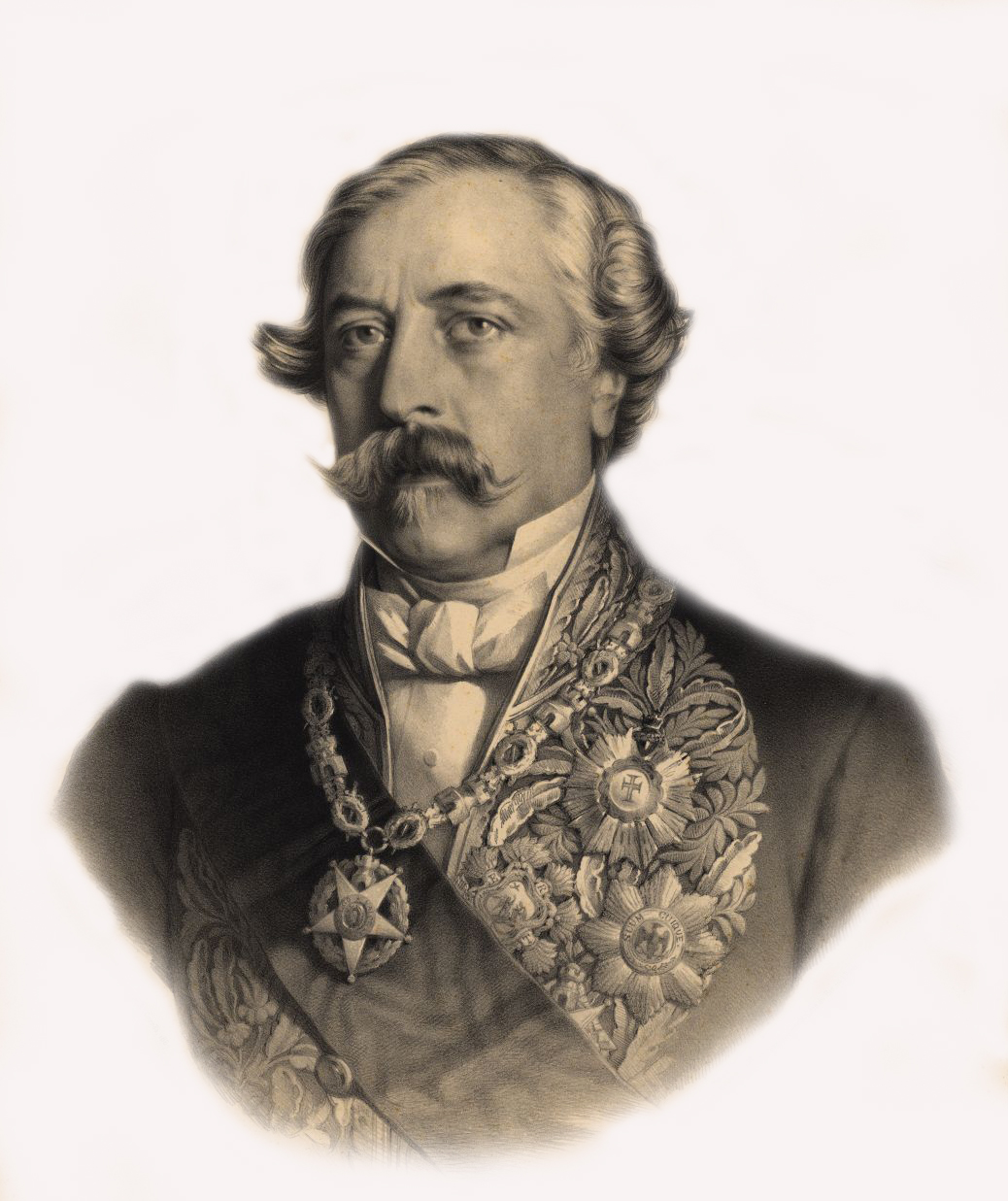
Nuno José Severo de Mendonça Rolim de Moura Barreto rond 1867.

Nuno José Severo de Mendoça Rolim de Moura Barreto, 2e markies en 1e hertog van Loulé, 9e graaf van Vale de Reis (Lissabon, 6 november 1804 - 22 mei 1875) was een Portugees politicus ten tijde van de monarchie. Hij leidde de Historische Partij, was meermaals minister en driemaal premier van Portugal.

## Levensloop
Zijn opleiding deed de latere hertog van Loulé, die uit een adellijke familie stamde, in een militaire school. Op 5 december 1828 huwde hij, die in zijn jeugd bekend was voor zijn aantrekkelijkheid, met prinses Anna de Jezus, dochter van koning Johan VI. Dit huwelijk was vooral voor de conservatieve absolutisten een schandaal, omdat hij niet uit een regerende koninklijke familie kwam, wat dus niet goed genoeg voor een prinses was. De vijandigheid van de absolutisten tegenover hem zorgde ervoor dat hij in 1830, toen er een absolutistische regering kwam in Portugal, met zijn vrouw in ballingschap gestuurd werd naar Parijs. Vanaf 1832 nam hij aan de zijde van de liberalen deel aan de Miguelistenoorlog. Door Peter IV werd hij in een liberale tegenregering benoemd tot minister van Buitenlandse Zaken en later van Marine. Hij reisde naar Parijs om er de verbannen koningin Maria II te ontmoeten en haar met een triomftocht terug te brengen naar Lissabon. In Lissabon werd hij opnieuw actief als minister. De liberalen begonnen echter verdeeld te geraken in een conservatieve ("cartisten") en een links-liberale ("setembristen") vleugel. Loulé ondersteunde de laatste vleugel, wat tot vijandschap leed van leidende cartisten zoals João Carlos de Saldanha Oliveira e Daun. Dit zorgde ervoor dat hij eind 1833 aftrad als minister. Van 1835 tot 1836 was hij opnieuw minister van Buitenlandse Zaken. 
De hertog van Loulé ondersteunde de septemberrevolutie van 1836 en werd nadien verkozen in de Grondwetgevende Cortes, die de setembristische grondwet van 1838 ontwierp. Nadat in 1842 de autoritaire vleugel van de cartisten onder leiding van António Bernardo da Costa Cabral de macht greep, ging hij in de oppositie. Dit was echter opvallend wegens zijn verwantschap met de koninklijke familie, die voor Costa Cabral was. Na de val van Costa Cabral in 1846 en het begin van de burgeroorlog koos hij de zijde van de setembristische tegenregering in Porto. Nadat de cartisten samen met troepen uit het Verenigd Koninkrijk en Spanje de setembristen versloegen, ondertekende hij het vredesverdrag met de cartisten. 
Ondanks deze tegenslag liet de hertog van Loulé zijn politieke ideeën niet beïnvloeden. Zijn grote tegenspeler in de Portugese politiek, de hertog van Saldanha, had intussen met de cartisten een politieke partij gevormd: de Reformistische Partij, de eerste politieke partij in de Portugese geschiedenis. Loulé besloot daarom om met de setembristen ook een politieke partij te vormen, zodat er een werkingsvolle oppositie kon ontstaan. In 1854 richtte hij de Historische Partij op, waarvan hij de eerste partijvoorzitter werd.
Tot aan het begin van het koningschap van Peter V van Portugal bleef de Historische Partij in de oppositie. De nieuwe, jonge koning die veel progressiever was dan zijn moeder Maria II, ontsloeg in 1856 de conservatieve hertog van Saldanha als premier, waarna hij Loulé tot de nieuwe premier van Portugal benoemde. Voor het eerst na de machtsovername van Costa Cabral in 1842 hadden de progressieve liberalen de regeringsmacht in handen. Zijn eerste regering hield stand tot in 1859 en in 1860 werd hij voor de tweede maal premier van Portugal.
In 1861 stierven op korte tijd koning Peter V en twee van zijn broers aan een griepepidemie. De dood van de jonge en door het volk uiterst geliefde koning leidde in Lissabon tot volksopstanden. Het volk dacht namelijk dat de koning vermoord was in opdracht van Loulé, om zo zijn zoon, een kleinzoon van Johan VI van Portugal dus, op de Portugese troon te brengen. Hoewel het gerucht totaal niet klopte, begon de bevolking een grote haat te ontwikkelen tegen de hertog van Loulé en hij kreeg militaire bescherming voor zijn persoonlijke veiligheid, zodat het volk hem zeker niet zou kunnen lynchen.
Om met gevolgen van de volksopstand om te gaan, probeerde Loulé om de samenwerking met de Regeneratiepartij te verbeteren. Dit zou de basis zijn van de vanaf 1865 regerende grote coalitie van de twee partijen. Bernardo de Sá Nogueira de Figueiredo (de markies van Sá da Bandeira), naast Loulé de tweede grote man van de Historische Partij en een tegenstander van deze samenwerking, begon binnen de Historische Partij een vleugel aan zich te binden. De verdeeldheid van de partij zorgde ervoor dat de regering van Loulé in 1865 ten val kwam, waarna Sá da Bandeira de regering overnam. Die bleef echter voor korte tijd aan de macht, waarna de grote coalitie van de Regeneratie- en de Historische Partij aan de macht kwam. In 1867 verliet Sá da Bandeira met zijn aanhangers de Historische Partij en stichtte hij zijn eigen partij, de Reformistische Partij.
In 1869 werd de hertog van Loulé voor de derde en laatste keer benoemd tot premier. Zijn grote politieke rivaal, de hertog van Saldanha, bevond zich al sinds 1856 in het buitenland als ambassadeur en was dus niet meer actief in de Portugese politiek. In het jaar 1870 keerde de inmiddels 80-jarige Saldanha naar Portugal terug, nadat hij als verdienste benoemd werd tot minister van Oorlog. Loulé wilde echter niet dat Saldanha toetrad tot zijn regering en als reactie hierop pleegde Saldanha een staatsgreep, waardoor de derde regering van Loulé ten einde kwam. Vervolgens werd Saldanha premier, maar werd na drie maanden al afgezet door Sá da Bandeira. In 1871 werd hij benoemd tot voorzitter van de Senaat, maar na politieke intriges verliet hij in 1873 deze functie. Vervolgens leefde hij tot aan zijn dood twee jaar later teruggetrokken zonder nog deel te nemen aan de actieve politiek.
- International Standard Name Identifier: 0000 0000 6762 9293
- Library of Congress Control Number: n95029159
- Nationale Bibliotheek van Israël: 987010650109605171
- Virtual International Authority File: 9090244
- WorldCat: E39PBJvXmxdtvDpGw9MW4MR7pP